# Tor Nørretranders
Tor Nørretranders (Copenhaga, 20 de junho de 1955) é um autor danês de divulgação científica. A sua obra trata sobretudo do papel da ciência na sociedade e como a arraia pode adaptar-se aos avanços desta.